# 迪福科特溪
迪福科特溪（Difficult Run）是波托马克河在美國弗吉尼亚州北部的一條支流，長15.9英里（25.6公里） ，所在流域面積約為57.7平方英里，注入波多馬克河。本地區可進行多種休閒活動，包括遠足、騎自行車、釣魚、划船、登山和賞鳥；據報有163種野生動物在此出沒，而步道與溪流旁可觀察到 41 種不同的土壤類型。
迪福科特溪流经維吉尼亞州的费尔法克斯县，在大瀑布公园的維吉尼亞州側注入波多馬克河；經過公園的河段被稱為「迷你馬瑟峽谷（Mather Gorge）與大瀑布」 。隨著溪流逐漸變窄成陡峭的峽谷，落差迅速降到波托馬克河的水位，流速也就增加；在兩河匯流處可見波多馬克河的全景。

## 歷史與用途
本河並不是因為本溪的急流而得名（Difficult Run，意義為「困難、艱險」），而是因為帕多馬克公司（Patomack Company）時代，水手發現迪福科特溪河口附近的波多馬克河段有兩個急彎相當危險。 
歷史上本河曾有許多水力磨坊，也有數條道路經過。目前則以觀光休閒用途為主，例如健行、自行車等等。沿途的急流也頗負盛名，七个急流分別被歸為 III 级到 V 级。 也可觀賞波多馬克和馬瑟峽谷的懸崖景色

本地區可進行健行、越野自行車、登山、攀岩（可用繩索，不可打岩釘）、划船、釣魚（16歲以上釣魚者須申請許可）等活動，但不准游泳。步道允許攜帶寵物進入，但必須繫上皮帶。 某些狹窄且多岩石的路段不適合殘障人士進入。

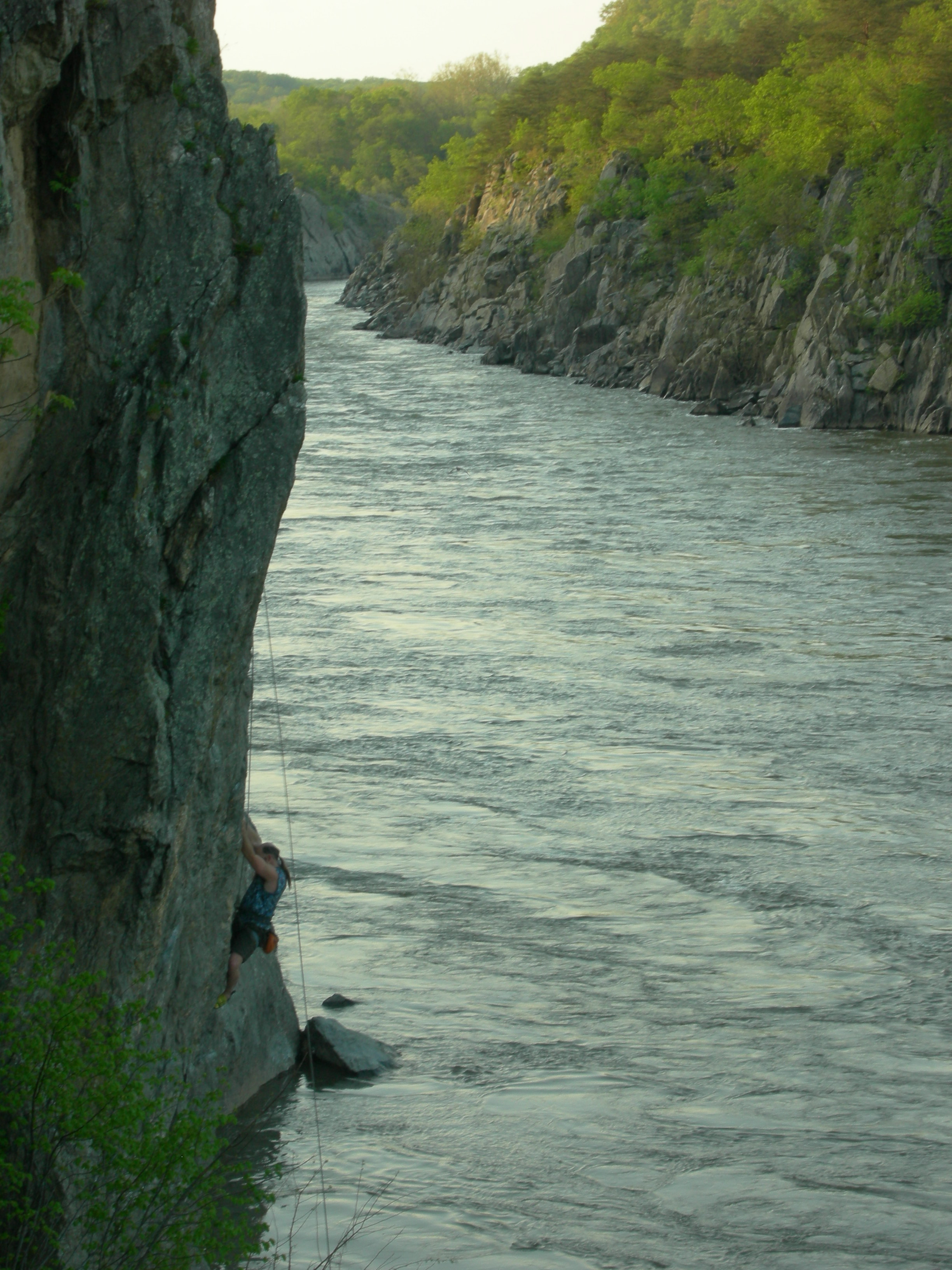
迪福科特溪盡頭，可見馬瑟峽谷的景色。

## 地理與生態

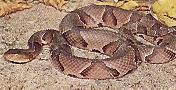
美洲銅頭蛇：唯一棲息在迪福科特溪區域的毒蛇

步道沿線生活著各種鳥類、魚類和其他動物。小溪中有麝鼠和水狸。有 163 種鳥類，包括鴨子、鵝和蒼鷺，以及鸣禽、啄木鸟、秃鹫和翠鸟。步道上唯一的毒蛇是銅頭蛇（copperheads）。 
步道和溪流旁有 41 種不同的土壤類型。懸浮泥沙是本河流域與進入切萨皮克湾的河水的主要問題。 1993 年種植了 1,109 種原生硬木，以助水土保持。本地區常見海洋粘土，在潮濕時會膨脹，乾燥時會收縮，容易導致土地滑動與不良排水。另一個土壤問題是綠岩基岩風化產生的天然石棉纖維。雖然是非常罕見的問題，但石棉可能非常危險。本地區積極進行水土保持工作以防止滑坡、侵蝕和金属污染。